# Cape Glazenap
Cape Glazenap ist ein Kap an der Nordküste der Alaska-Halbinsel unweit deren westlichem Ende. Es ist benannt nach dem russischen Admiral Gottlieb Friedrich Alexandrowitsch von Glasenapp. 